# Kraśnik Koszaliński
Kraśnik Koszaliński (deutsch Kratzig) ist ein Dorf in der  polnischen Woiwodschaft Westpommern. Es gehört zur Gmina Biesiekierz (Landgemeinde Biziker) im Powiat Koszaliński (Kösliner Kreis). 

## Geographische Lage
Das Dorf liegt in Hinterpommern, etwa 13 Kilometer südwestlich von Köslin (Koszalin). 
Südlich und östlich des Dorfes verläuft von Südwest nach Nordost die Landesstraße 6. 
Nachbarorte sind im Norden Wierzchomino (Varchmin), im Osten Biesiekierz (Biziker), im Süden jenseits der Landesstraße 6 Nosowo (Nassow)  und im Westen Warnino (Warnin). 

## Geschichte

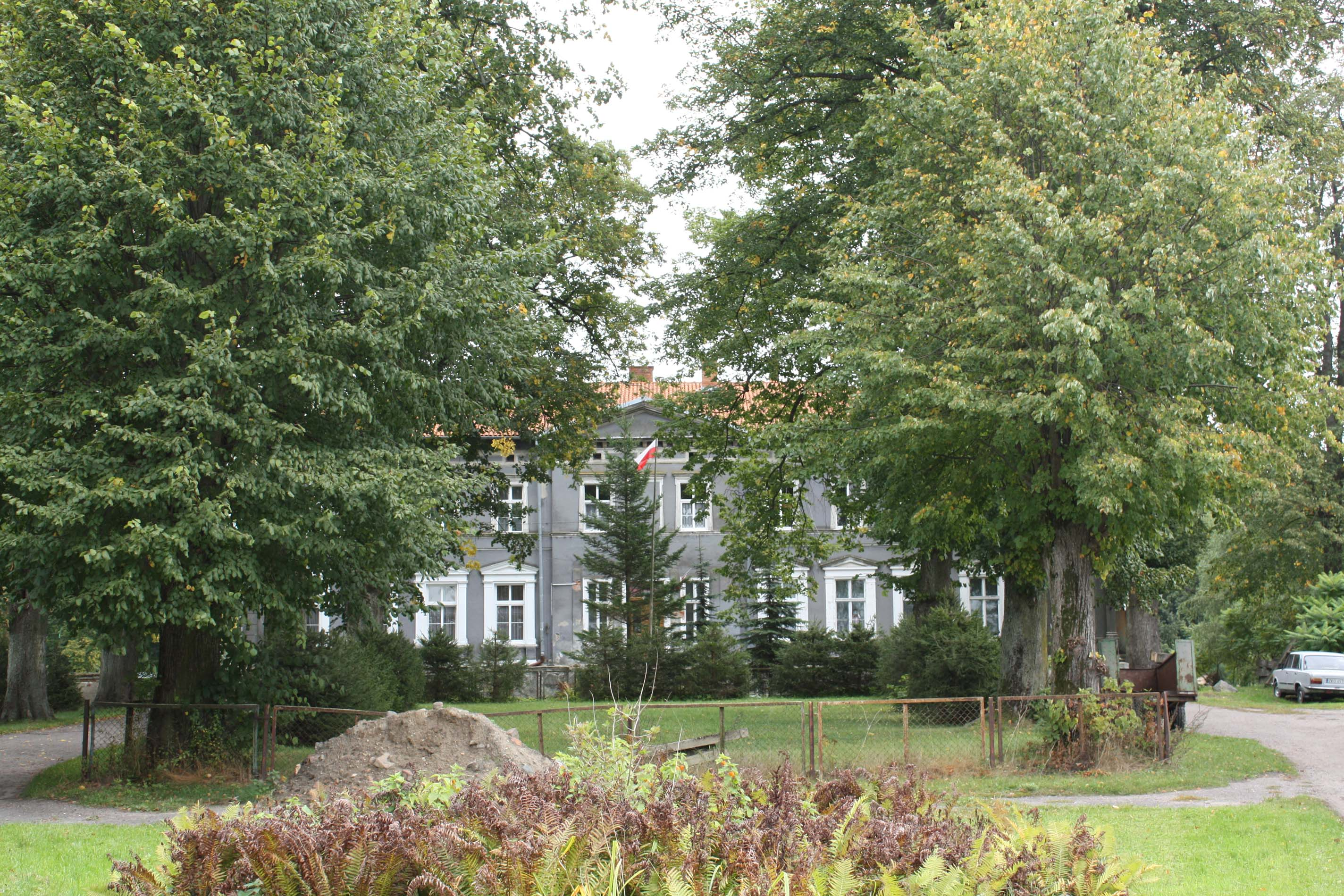
Herrenhaus und Parkanlage des ehemaligen Ritterguts Kratzig

Das nahe gelegene Dorf Mistiz wurde erstmals in einer Urkunde aus dem Jahre 1227 erwähnt, mit der Herzog Barnim I. von Pommern und seine Mutter dieses Dorf, zusammen mit zwölf anderen Dörfern, dem neugegründeten Kloster Marienbusch schenkten. Später ist Mistiz wüst gefallen. 
Das Dorf Kratzig selbst wurde erstmals 1298 erwähnt, als Hermann von Gleichen, Bischof von Cammin, das Patronat der Kirche dem Zisterzienserinnenkloster in Köslin verlieh. Damals wurde der Ortsname Crasnich geschrieben.
In Ludwig Wilhelm Brüggemanns Ausführlicher Beschreibung des gegenwärtigen Zustandes des Königlich-Preußischen Herzogtums Vor- und Hinterpommern (1784) wird Cratzig als Rittersitz, also als Wohnsitz eines adligen Gutsherrn, und altes Lehen der Familie Kameke beschrieben. Das Dorf hatte insgesamt 30 Haushalte („Feuerstellen“), darunter einen Prediger, einen Küster, einen Krug, fünf Bauern und fünf Kossäthen. Ferner bestand auf der Feldmark das Vorwerk Neuenfelde.
1939 zählte Kratzig 416 Einwohner. Die Gemeinde Kratzig gehörte vor 1945 zum Landkreis Köslin in der preußischen Provinz Pommern. 
Gegen Ende des Zweiten Weltkriegs besetzte im Frühjahr 1945 die Rote Armee die Region. Bald darauf wurde Kratzig zusammen mit ganz Hinterpommern  von der Sowjetunion unter polnische Verwaltung gestellt. Es begann nun die Zuwanderung polnischer Zivilisten im Dorf. Das Dorf erhielt den polnischen Ortsnamen Kraśnik Koszaliński. Soweit sie nicht geflohen waren, wurden die Alteinwohner Kratzigs in der darauf folgenden Zeit vertrieben.
Seit 1945 ist die Ortschaft  der  Gmina Biesiekierz im  Powiat Koszaliński in der polnischen Woiwodschaft Westpommern (bis 1998 Woiwodschaft Köslin) zugeordnet. 2008 hatte das Dorf 372 Einwohner.

## Wirtschaft
Die Wirtschaft von Kraśnik Koszaliński beruht hauptsächlich auf Landwirtschaft und Tourismus. Von besonderer Bedeutung ist die Rinder- und Schweinezucht.

## Denkmäler
Zum Dorf gehört eine ca. 3 Hektar große Parkanlage aus dem 18./19. Jahrhundert mit einem neoklassizistischen Herrenhaus, das Mitte des neunzehnten Jahrhunderts errichtet wurde. Die Anlage steht unter Denkmalschutz.

## Persönlichkeiten: Söhne und Töchter des Ortes
- Johannes Belz (1925–1976), deutscher Bildhauer, Träger der Johannes-R.-Becher-Medaille in Silber